# Dendromus ruppi
Dendromus ruppi — вид гризунів родини Незомієві (Nesomyidae). Автор опису присвятив цей новий вид покійному другу і колезі Гансу Рупу (Hans G. Rupp).

## Опис
Вид нагадує D. mystacalis, але явно більший і з набагато довшим хвостом. Низ чисто білий, є серединна темна смуга на спині й голові, присутня у всіх досліджених зразках. Пучок білих волосків присутній при вушній основі. Середні розміри: довжина голови й тіла 73,6, хвіст 103,4, вага 11,2 гр.

## Поширення
Країни поширення: Південний Судан (гори Іматонг). Висота проживання: 1800-1900 м.